# Dorothea af Slesvig-Holsten-Sønderborg-Beck
Dorothea af Slesvig-Holsten-Sønderborg-Beck (født 24. november 1685, død 25. december 1761) var en prinsesse af Slesvig-Holsten-Sønderborg-Beck, der var gift med markgreve Georg Frederik Karl af Brandenburg-Bayreuth.

## Biografi
Dorothea blev født den 24. november 1685 i Augustenborg på Als som ældste af de 13 børn, der blev født i ægteskabet mellem hertug Frederik Ludvig af Slesvig-Holsten-Sønderborg-Beck og Louise Charlotte af Slesvig-Holsten-Sønderborg-Augustenborg.
Sophie Charlotte blev gift den 17. april 1709 i Reinfeld med Georg Frederik Karl af Brandenburg-Bayreuth (1688–1735), senere markgreve af Brandenburg-Bayreuth. De fik fem børn, to sønner og tre døtre.
Ægteskabet var ulykkeligt, og i 1716 blev Dorothea dømt for utroskab og fængslet i Nürnberg. Otte år senere, i 1724, blev ægteskabet officielt opløst, men Dorothea forblev fængslet. I 1726 blev hendes tidligere mand markgreve af Brandenburg-Bayreuth. Da han døde i 1735 blev hun løsladt.
Officielt erklæret død rejste hun til Sverige, hvor hun levede under navnet Dorothea von Zeidewitz, først som gæst hos landshøvding von Brehmen, derefter hos hans enke udenfor Kalmar og til sidst hos familien Lewenhaupt på Stävlö Slot, hvor hun døde 66 år gammel den 25. december 1761. Hun havde da overlevet alle sine børn, undtagen markgreve Frederik af Brandenburg-Bayreuth, som døde to år senere i 1763.

## Børn
1. Sophie Christiane Luise (Weferlingen, 4. januar 1710 – Bruxelles, 13. juni 1739), gift den 11. april 1731 med Alexander Ferdinand, 3. Fyrste af Thurn og Taxis.
2. Frederik (Weferlingen, 10. maj 1711 – Bayreuth, 26. februar 1763), efterfulgte sin far som markgreve af Bayreuth.
3. Vilhelm Ernst (Weferlingen, 26. juli 1712 – Mantua, 7. november 1733).
4. Sophie Charlotte Albertine (Weferlingen, 27. juli 1713 – Ilmenau, 2. marts 1747), gift den 7. april 1734 med Hertug Ernst August 1. af Sachsen-Weimar.
5. Sophie Vilhelmine (Weferlingen, 8. julí 1714 – Aurich, 7. september 1749), gift den 25. maj 1734 med Fyrst Karl Edzard af Østfrisland.

## Eksterne links
- Hans den Yngres efterkommere Arkiveret 24. oktober 2020 hos  Wayback Machine
- Dorothea von Zeidewitz Arkiveret 3. marts 2016 hos  Wayback Machine i Anteckningar om svenska qvinnor